# Igrzyska Azji Centralnej
Igrzyska Azji Centralnej − międzynarodowa impreza sportowa organizowana co dwa lata w latach 1995-2011, a od 2011 roku co cztery lata, dla sportowców z dawnych środkowoazjatyckich republik radzieckich.

## Państwa uczestniczące
- Kazachstan
- Kirgistan
- Tadżykistan
- Turkmenistan
- Uzbekistan

## Lista igrzysk
| Rok  | Igrzyska                                        | Gospodarz                                       |
| ---- | ----------------------------------------------- | ----------------------------------------------- |
| 1995 | I                                               | Taszkent                                        |
| 1997 | II                                              | Ałmaty                                          |
| 1999 | III                                             | Biszkek                                         |
| 2001 | odwołane z powodu braku zgłoszeń do organizacji | odwołane z powodu braku zgłoszeń do organizacji |
| 2003 | IV                                              | Duszanbe                                        |
| 2005 | V                                               | Taszkent                                        |
| 2007 | odwołane z powodu braku zgłoszeń do organizacji | odwołane z powodu braku zgłoszeń do organizacji |
| 2009 | odwołane z powodu braku zgłoszeń do organizacji | odwołane z powodu braku zgłoszeń do organizacji |
| 2011 | VI                                              | Ałmaty                                          |
| 2015 | VII                                             |                                                 |

## Konkurencje
- Zapasy w 1995, Zapasy w 1999